# Pascal Cygan
Pascal Cygan (født 29. april 1974 i Lens, Frankrig) er en fransk forhenværende professionel fodboldspiller, der senest spillede som forsvarsspiller i den spanske Segunda Division-klub FC Cartagena. Han kom til klubben i 2009. Tidligere har han blandt andet spillet for Arsenal F.C. i den engelske Premier League, en klub han sikrede sig enkelte titler med, samt for Villarreal CF.

## Klubkarriere
Cygan startede sin seniorkarriere i den franske Ligue 1-klub Lille OSC, hvor han spillede fra 1995 til 2002. Her var han med til både succes og fiasko, da klubben både rykkede ned i den næstbedste række, spillede sig tilbage, og i 2001 kvalificerede sig til Champions League for første gang. I sin sidste tid i klubben blev Cygan udnævnt til holdets anfører, og spillede en vigtig rolle i klubbens succes.
I 2002 tiltrak Cygans stabile spil opmærksomhed fra landsmanden Arsène Wenger, manager i den engelske Premier League-klub Arsenal F.C. Han skiftede til klubben samme sommer og fik sin debut i en kamp mod rivalerne Chelsea F.C. den 1. september 2002. I sin første sæson i klubben var Cygan med til at vinde FA Cuppen, efter finalesejr over Southampton F.C.
Cygan nåede aldrig at blive stamspiller i London-klubben, men var alligevel med til at vinde Premier League i 2004 og FA Cuppen igen i 2005. I 2006 spillede klubben sig frem til finalen i Champions League, hvor det dog blev til et nederlag til spanske FC Barcelona. Cygan var ikke på banen i kampen.
I sommeren 2006 forlod Cygan Arsenal og skiftede til den spanske La Liga-klub Villarreal CF i håb om mere fast spilletid. Han skiftede i 2009 til Segunda Division-holdet FC Cartagena, hvor han sluttede sin karriere i 2011.

## Titler
Premier League
- 2004 med Arsenal F.C.

FA Cup
- 2003 og 2005 med Arsenal F.C.